# Реповица
Реповица је насељено место у Босни и Херцеговини у општини Коњиц у Херцеговачко-неретванском кантону које административно припада Федерацији Босне и Херцеговине. Према попису становништва из 1991. у насељу је живјело 195 становника.

## Становништво
По последњем службеном попису становништва из 1991. године, у насељу Реповица живело је 195 становника. Већина становника су били Хрвати.
| Националност | 1991.        | 1981. | 1971. |
| Хрвати       | 169 (86,67%) |       |       |
| Срби         | 23 (11,79%)  |       |       |
| Муслимани    | 3 (1,54%)    |       |       |
| Укупно       | 195          |       |       |